# Bareck Bendaha
Bareck Bendaha (Revin, 30 november 1983) is een Franse voetballer van Algerijnse origine. Hij is een aanvaller die uitkomt voor RES Couvin-Mariembourg, in de Belgische vierde klasse.